# Melanotaenia eachamensis
Melanotaenia eachamensis é uma espécie de peixe da família Melanotaeniidae.
É endémica da Austrália.